# Empoasca interrupta
Empoasca interrupta är en insektsart som beskrevs av Irena Dworakowska 1976. Empoasca interrupta ingår i släktet Empoasca och familjen dvärgstritar. Inga underarter finns listade i Catalogue of Life.